# كين ستون (فنان قتال مختلط)
كين ستون (بالإنجليزية: Ken Stone) هو فنان قتال مختلط أمريكي، ولد في 8 أكتوبر 1982 في هوليستون في الولايات المتحدة.

## وصلات خارجية
- كين ستون على موقع شيردوغ (الإنجليزية)